# Cryptantha decipiens
Cryptantha decipiens är en strävbladig växtart som först beskrevs av Marcus Eugene Jones, och fick sitt nu gällande namn av Heller. Cryptantha decipiens ingår i släktet Cryptantha, och familjen strävbladiga växter. Inga underarter finns listade i Catalogue of Life.